# Diprotodòntids
Els diprotodòntids (Diprotodontidae) són una família extinta de grans marsupials que visqueren en allò que avui en dia és Austràlia entre l'Oligocè i el Plistocè (entre fa 28,4 milions d'anys i fa 11.000 anys).

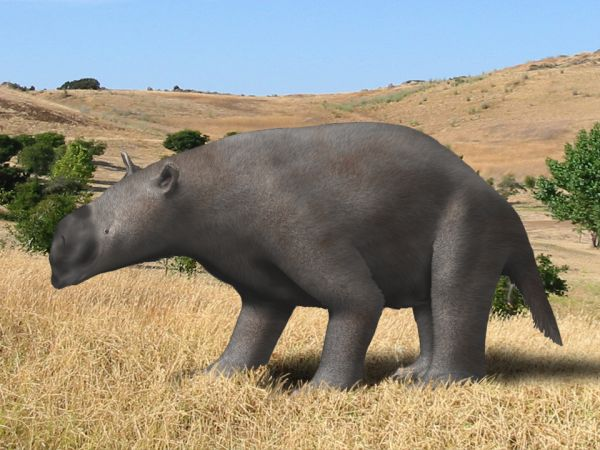
Pyramios
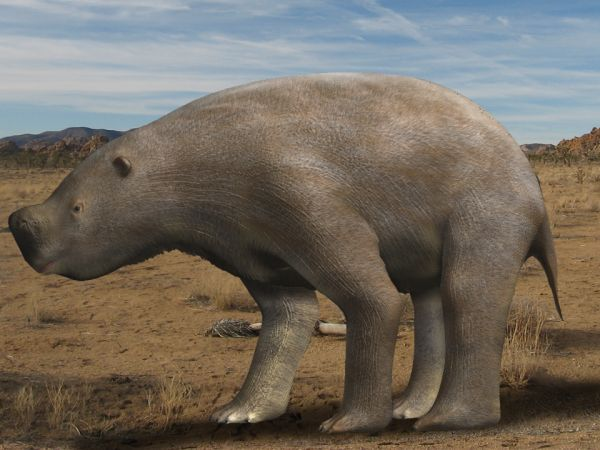
Nototherium

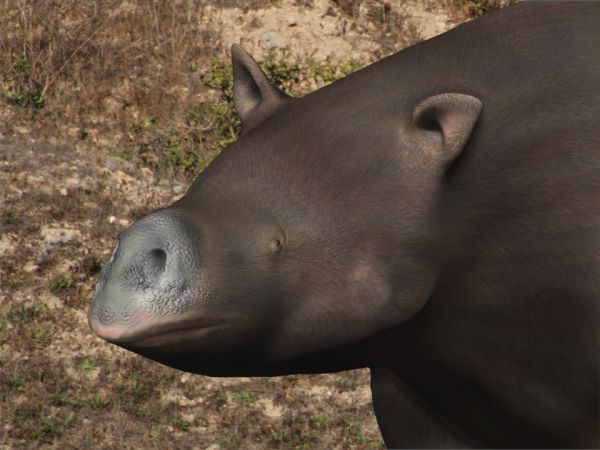
Euryzygoma
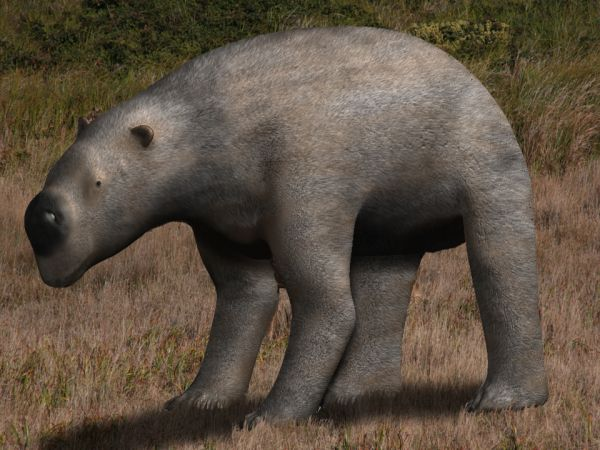
Diprotodon